# Giorgio Gorla
Giorgio Gorla (Orta San Giulio, 7 de agosto de 1944) es un deportista italiano que compitió en vela en la clase Star.
Participó en tres Juegos Olímpicos de Verano, obteniendo dos medallas de bronce: en Moscú 1980 y Los Ángeles 1984, ambas en la clase Star (junto con Alfio Peraboni), y el quinto lugar en Seúl 1988, en la misma clase.
Ganó dos medallas en el Campeonato Mundial de Star, oro en 1984 y bronce en 1980, y cinco medallas en el Campeonato Europeo de Star entre los años 1979 y 1986.

## Palmarés internacional
| \| Juegos Olímpicos \| Juegos Olímpicos \| Juegos Olímpicos \| Juegos Olímpicos \| \| Año \| Lugar \| Medalla \| Clase \| \| ------------------ \| ---------------------------- \| ----------------- \| ---------------- \| \| 1980 \| Moscú (URSS) \| Medalla de bronce \| Star \| \| 1984 \| Los Ángeles (Estados Unidos) \| Medalla de bronce \| Star \| \| Campeonato Mundial \| \| \| \| \| Año \| Lugar \| Medalla \| Clase \| \| 1980 \| Río de Janeiro (Brasil) \| Medalla de bronce \| Star \| \| 1984 \| Vilamoura (Portugal) \| Medalla de oro \| Star \| \| Campeonato Europeo \| \| \| \| \| Año \| Lugar \| Medalla \| Clase \| \| 1979 \| n. d. \| Medalla de bronce \| Star \| \| 1980 \| La Rochelle (Francia) \| Medalla de bronce \| Star \| \| 1982 \| Århus (Dinamarca) \| Medalla de bronce \| Star \| \| 1985 \| Copenhague (Dinamarca) \| Medalla de oro \| Star \| \| 1986 \| Medemblik (Países Bajos) \| Medalla de plata \| Star \| |                              |                   |       |
| Juegos Olímpicos |                              |                   |       |
| Año | Lugar                        | Medalla           | Clase |
| 1980 | Moscú (URSS)                 | Medalla de bronce | Star  |
| 1984 | Los Ángeles (Estados Unidos) | Medalla de bronce | Star  |
| Campeonato Mundial |                              |                   |       |
| Año | Lugar                        | Medalla           | Clase |
| 1980 | Río de Janeiro (Brasil)      | Medalla de bronce | Star  |
| 1984 | Vilamoura (Portugal)         | Medalla de oro    | Star  |
| Campeonato Europeo |                              |                   |       |
| Año | Lugar                        | Medalla           | Clase |
| 1979 | n. d.                        | Medalla de bronce | Star  |
| 1980 | La Rochelle (Francia)        | Medalla de bronce | Star  |
| 1982 | Århus (Dinamarca)            | Medalla de bronce | Star  |
| 1985 | Copenhague (Dinamarca)       | Medalla de oro    | Star  |
| 1986 | Medemblik (Países Bajos)     | Medalla de plata  | Star  |